# Никола Пејаковић
Никола Пејаковић (Бања Лука, 16. септембар 1966) српски је глумац, редитељ, сценариста и музичар.

## Биографија
Рођен је 16. септембра 1966. у Бањој Луци. После завршене Средње ликовне школе уписао је Факултет драмских уметности Универзитета уметности у Београду, одсек позоришне режије.
Добитник је награда: за најбољу режију на 7. међународном фестивалу комедије „Мостарска лиска“ за режију представе „Народни посланик“, најбољу режију на 54. „Стеријином позорју“, плакету удружења грађана „Град“ за развој позоришне сцене у Републици Српској и режију представе „Народни посланик“
Додјељен му је Орден части са златним зрацима Републике Српске.

## Музика
Коља је у два наврата окупио групу пријатеља у ad hoc музичку групу „Коља и смак белог дугмета“ и са њима снимио два музичка албума који нису доживјели већу комерцијализацију, али необична музика и текстови са тих албума су ипак остали запажени. Заједно са Магнификом пева песму Дивна за серију Сенке над Балканом.
Аутор је и извођач антологијске песме Хаљиница боје лила
Године 2015. почиње са радом група Гробовласници, предвођена Кољом, Војиславом Аралицом (гитара, аранжмани, продукција) и Иваном Алексијевићем (клавир), и креће успешну концертну промоцију, која траје до данашњих дана. Запажени су њихови наступи у Београду (бивши Дом синдиката, Бир фест, Ташмајдан, Фест клуб, Битеф Арт кафе, ТВ шоу Три боје звука итд), Крагујевцу (Арсенал фест 2023), Нишу (Фидбек - 2 вечери заредом 2019, Рођендански коцерт Бановина 2021. и 2023), Чачку (Фестивал Прича 2022), Новом Саду, Бања Луци (2023), Сремској Митровици, Смедеревској тврђави итд...

### Дискографија
- Мама немој плакати (Коља и Смак белог дугмета), 1999.
- Музика из филма Нормални људи, 2001.
- Коља (Коља), 2009.
- Гробовласници (Коља),[8] 2013.
- Четири прста (Коља),[9] 2018.
- Срећа и друге бриге (Коља и Гробовласници),[10] 2023.

## Лични живот
Био је један од потписника подршке листи Александар Вучић — Србија не сме да стане пред парламентарне изборе у Србији 2023.

## Награде и признања

### Одликовања
- Орден части са златним зрацима (2024)[5];
- Орден Карађорђеве звезде првог степена (2024).[12]

### Глумачке и редитељске награде
- Награда за најбољу режију на 7. међународном фестивалу комедије „Мостарска лиска“ за режију представе „Народни посланик“;[2][3]
- Награда за најбољу режију на 54. „Стеријином позорју“;
- Плакета удружења грађана „Град“ за развој позоришне сцене у Републици Српској и режију представе „Народни посланик“.[4]

## Филмографија
| Год.       | Назив                                      | Улога                     |
| ---------- | ------------------------------------------ | ------------------------- |
| 1980-е     |                                            |                           |
| 1989.      | Апстиненти                                 | Љуба                      |
| 1990-е     |                                            |                           |
| 1992.      | Ми нисмо анђели                            | Таксиста                  |
| 1992.      | Проклета је Америка                        |                           |
| 1993.      | Кажи зашто ме остави                       | Инвалид                   |
| 1994.      | Два сата квалитетног програма              | Деда Мраз                 |
| 1995.      | Сложна браћа                               | Чорба/Саобраћајац         |
| 1995.      | Отворена врата                             | Заре                      |
| 1996.      | Лепа села лепо горе                        | Халил                     |
| 1998.      | Ране                                       | Кафеџија Фића             |
| 1999.      | Небеска удица                              | Локатор                   |
| 2000-е     |                                            |                           |
| 2000.      | Сенке успомена                             | Сима                      |
| 2000.      | Рат уживо                                  | свирач                    |
| 2001.      | Нормални људи                              | асистент                  |
| 2002.      | Мртав ’ладан                               | Коле (детектив Кокни Кол) |
| 2002.      | Заједничко путовање                        | гуслар                    |
| 2002—2003. | Казнени простор                            | шеф оркестра              |
| 2003.      | Црни Груја                                 | ага Аганлија              |
| 2004.      | Пад у рај                                  | Стратимировић             |
| 2004.      | Лифт                                       | мајстор Лаза              |
| 2005.      | Свадба                                     |                           |
| 2005.      | Хероји за један дан                        |                           |
| 2005.      | Ми нисмо анђели 2                          | матичар                   |
| 2006.      | Ми нисмо анђели 3: Рокенрол узвраћа ударац | Борко Павић Доријан       |
| 2006.      | Гуча!                                      | певач                     |
| 2007.      | Љубав, навика, паника                      | Бојан                     |
| 2008.      | Хитна помоћ                                |                           |
| 2008.      | Има нас двојица                            |                           |
| 2010-е     |                                            |                           |
| 2010.      | Мотел Нана                                 | домар                     |
| 2011.      | Здухач значи авантура                      | Аца                       |
| 2012.      | Црна Зорица                                | Жика                      |
| 2012.      | Артиљеро                                   | тип у кућном мантилу      |
| 2016.      | Стадо                                      | Баја                      |
| 2017.      | The Books of Knjige — Случајеви правде     | Лабрадор                  |
| 2017.      | Месо                                       | Славко                    |
| 2017.      | Месо                                       | Славко                    |
| 2019.      | Такси блуз                                 | Борис                     |
| 2020-е     |                                            |                           |
| 2020.      | Хотел Балкан                               | Слађан посластичар        |
| 2020.      | Кости                                      | отац Драган               |
| 2020.      | Викенд са ћалетом                          | професор                  |
| 2020.      | Јужни ветар (ТВ серија)                    | Босанац                   |
| 2021.      | Небеса                                     | Славко                    |
| 2021.      | Адвокадо                                   | Завиша Трулић Заре Бели   |
| 2022.      | Чудне љубави                               | свештеник                 |
| 2022−данас | Сложна браћа: Следећа генерација           | Чорба                     |
| 2022.      | Државни службеник                          | Едо                       |
| 2022.      | Бунар (ТВ серија)                          | Грга                      |
| 2022.      | Ала је леп овај свет                       | Љубиша                    |
| 2022−2023. | Шетња с лавом                              | гост у Униној емисији     |
| 2023.      | Певачица (ТВ серија)                       | Драгоје / човек с псом    |
| 2020-2023. | 12 речи                                    | Жарко Чечерина            |
| 2023-2024. | Тома (ТВ серија)                           | Никола                    |
| 2024.      | Koжа (ТВ серија)                           | Слободан                  |
| 2024.      | Круна                                      |                           |
| 2024.      | Koмар (серија)                             |                           |
| 2025.      | Тврђава (серија)                           |                           |
| 2025.      | Yugo Florida                               |                           |

## Режија
- 1995 - Сложна браћа (ТВ серија)
- 2021 - Адвокадо

## Сценарио
- 1996 - Лепа села лепо горе
- 2000 - Рат уживо
- 2003 - Ледина
- 2007 - 2008 - Вратиће се роде (ТВ серија)
- 2012 - Устаничка улица - сарадник
- 2017 - Месо (Телевизијска серија)
- 2018 - О бубицама и херојима - сарадник
- 2020 - Кости (ТВ серија)
- 2020 - Хотел Балкан - идеја
- 2021 - Адвокадо
- 2021 - Тома (филм)
- 2023 - Кожа (ТВ серија)
- / - Јеретичке приче - у припреми